# El Puerto de Santa María

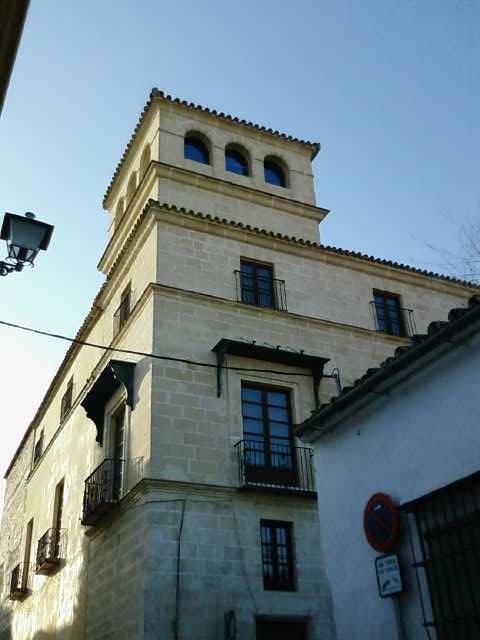
Palacio Purullena

El Puerto de Santa María è un comune spagnolo di 85 117 abitanti (2007) situato nella comunità autonoma dell'Andalusia. 
Si sviluppa alla foce del fiume Guadalete a 10 km a nord di Cadice ed è conosciuta per essere stato il porto dal quale Colombo partì per il suo secondo viaggio verso le Americhe.

## Storia
Secondo la leggenda narrata nell'Odissea, dopo la guerra di Troia un ufficiale greco conosciuto come Menesteo scappò con le sue truppe, attraversò lo stretto di Gibilterra e raggiunse il fiume Guadalete e vi fondò il Porto di Menesteo (Μενεσθέως λιμήν).
Nel 711 d.C., a seguito dell'invasione islamica della penisola iberica, prese il nome di Alcante o Alcanatif che significa "Porto del sale", vista la presenza dell'antica industria del sale attiva sia ai tempi dei Fenici che dei Romani.
Nel 1260 Alfonso X di Castiglia conquistò la città togliendola agli Arabi e la rinominò Santa María del Puerto. Riorganizzò la distribuzione delle terre che divennero dominio della Corona di Castiglia.
Nel 1480 Colombo visitò El Puerto e ricevette incoraggiamenti per il progetto dei suoi nuovi viaggi. Incontrò anche Juan de la Cosa, creatore nel 1500 del primo mappamondo che mostra le terre del Nuovo Mondo.
Durante il XVI e XVII secolo la città divenne il porto invernale delle galee reali.
Nel XIX secolo divenne il quartier generale dell'esercito francese durante la guerra d'indipendenza spagnola sotto il regno di Giuseppe Bonaparte (1801-1812).

## Amministrazione

### Gemellaggi
- La Güera
- Ermoupoli
- Coral Gables